# The Yin Yang Master
The Yin Yang Master (em chinês: 侍神令) é um filme de fantasia chinês dirigido por Li Weiran, estrelado por Aloys Chen e Zhou Xun. O filme é uma adaptação do jogo para celular Onmyoji.   Foi filmado no ano de 2018 e programado para ser lançado na China no primeiro dia do Ano Novo Lunar, em 12 de fevereiro de 2021.
Em 8 de fevereiro de 2021, a rede de streaming Netflix anunciou a compra dos direitos mundiais do filme. O filme, que em português se chamará O Mestre do Yin Yang, com estreia em 19 de março de 2021.

## Sinopse
Qingming está entre dois mundos: ser metade demônio, metade humano. Quando o rei demônio ameaça voltar, ele se reúne com Bai Ni, com quem ele tinha um pacto.

## Elenco
- Aloys Chen como Qingming[2]
- Zhou Xun como Bai Ni[2]
- William Chan[13] como Ci Mu[2]
- Qu Chuxiao[14] como Yuan Bai Ya
- Claudia Wang[15] como Espírito da Flor de Pessegueiro
- Shen Yue [16]como Kagura
- Wang Zixuan[17] como Snow Girl
- Wang Ruiyi como Ba Cai

## Produção
A produção do filme é de Chen Kuo-fu e Chang Chia-lu,  conhecidos pela franquia de filmes de Detective Dee, anteriormente trabalharam com Aloys Chen em Painted Skin: The Resurrection. O filme conta com o diretor de arte Yoshihito Akatsuka, com  o compositor musical  Shigeru Umebayashi e coreografia de Nicky Li.

## Recepção
O filme foi um dos sete que estrearam na festa de ano novo chinês. Mesmo antes de sua estreia, O Mestre do Yin Yang já possuía uma pré-venda do referente a US $ 3 milhões em ingressos. O filme arrecadou o equivalente a US $ 35 milhões durante as festividades do ano novo lunar.